# The Narrative (album)
The Narrative è il primo eponimo album in studio del gruppo indie rock statunitense The Narrative, pubblicato nel luglio 2010.

## Tracce
1. Fade – 3:31
2. Cherry Red – 4:11
3. Silence & Sirens – 4:24
4. Empty Space – 4:24
5. Winter's Coming – 5:00
6. You Will Be Mine – 4:11
7. Don't Want to Fall – 3:22
8. Trains – 3:28
9. Starving for Attention – 4:39
10. I've Been Thinking – 4:44
11. End All – 4:12
12. Hard to Keep Your Cool – 2:44
13. Turncoat – 4:20

## Formazione
Gruppo
- Suzie Zeldin - voce, tastiere
- Jesse Gabriel - voce, chitarra

Altri musicisti
- Charles Seich - batteria, percussioni
- Ari Sadowitz - basso
- Will Noon - batteria